# Constant (Maler)

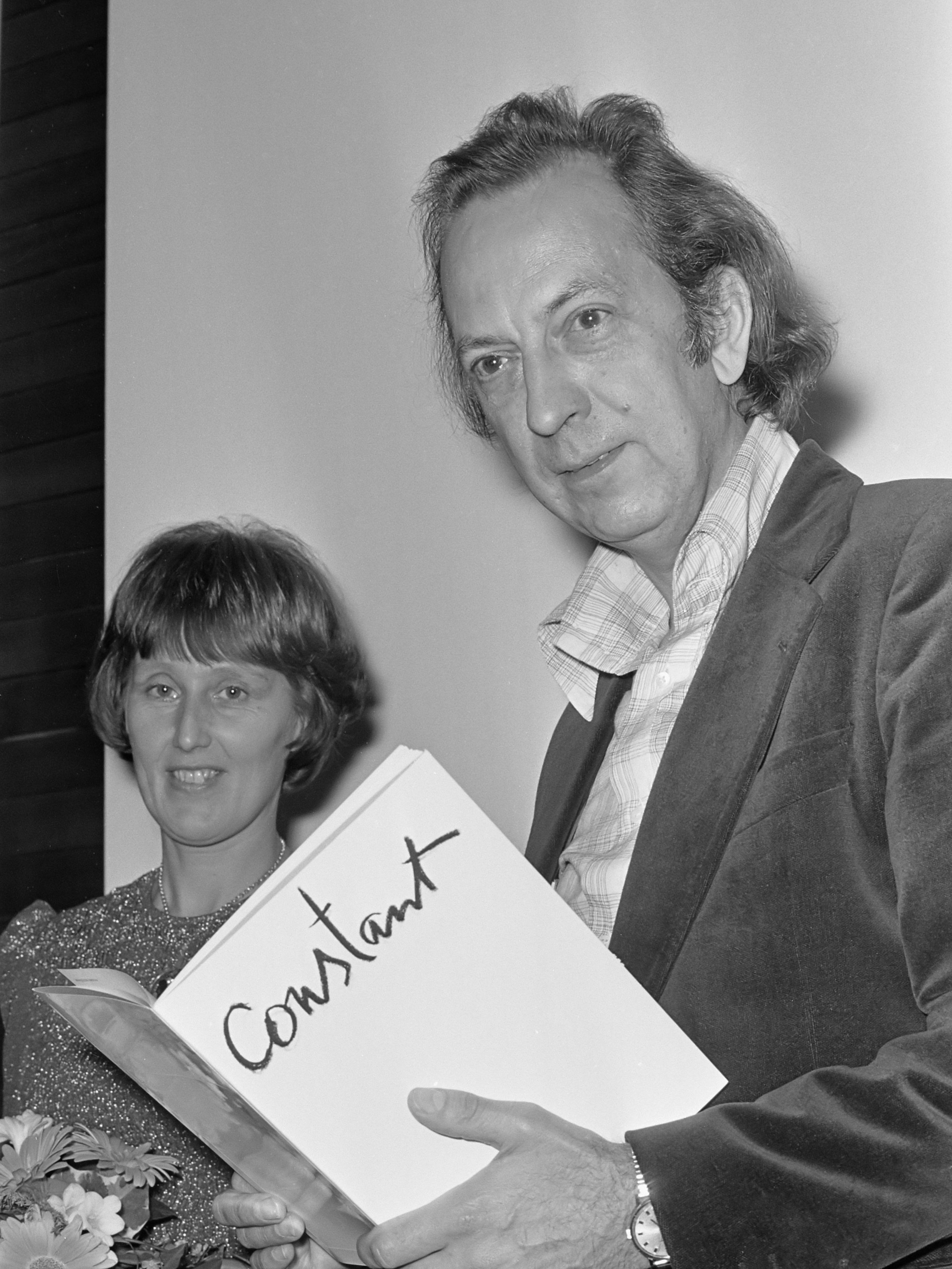
Constant (1974)

Constant, eigentlich Constant Anton Nieuwenhuys (* 21. Juli 1920 in Amsterdam; † 1. August 2005 in Utrecht), war ein niederländischer Maler und Bildhauer.

## Leben und Werk
Nach dem Studium an der Kunstgewerbeschule und an der Reichsakademie der bildenden Künste in Amsterdam, lebte Constant ab 1946 in Paris und London. In Paris traf er Asger Jorn, mit dem er 1948 die Künstlergruppe CoBrA gründete. Im gleichen Jahr gründete er mit Karel Appel und Jan Nieuwenhuys die Nederlands Experimentele Groep. Von 1957 bis 1959 war er Mitglied der Internationalen Situationisten. Unter diesem Einfluss beschäftigte er sich mit Architektur und entwickelte zwischen 1959 und 1969 das utopische Projekt New Babylon, den Entwurf einer Infrastruktur für eine postindustrielle Gesellschaft von neo-nomadischen homines ludentes als Gegenentwurf zur „utilitaristischen“ Gesellschaft der Gegenwart. Der niederländische Architekt Rem Koolhaas bezeichnete Constant als einen seiner größten Einflüsse.
Im Jahr 1959 war Constant Teilnehmer der documenta II und auch auf der nächsten, der documenta III (1964) in Kassel vertreten. Constant vertrat 1966 die Niederlande auf der Biennale von Venedig. Er stellte in Deutschland unter anderem in der Galerie van de Loo und im Museum Haus Lange in Krefeld aus. 1986 zeigte das Rheinische Landesmuseum Bonn eine Retrospektive. Mit New Babylon war Constant 2002 nochmals auf der Documenta11 vertreten. Werke von ihm sind im Cobra Museum zu besichtigen.